# 汪精卫国民政府
汪精衛國民政府，自稱為中華民國國民政府或南京國民政府，是中華民國抗日戰爭時期的一個與大日本帝国保持合作關係的政權，被普遍認爲是日本在中國扶植的一個傀儡政權，首都設於南京市。
汪政權於1940年成立，由原中國國民黨副總裁汪兆銘（汪精衛）及其另立的國民黨組織領導；1944年11月汪精卫病卒后，改以陳公博為首領。1945年8月日本戰敗投降後，該政權終結。

## 名稱
汪精衛國民政府為今日學術界常見稱呼之一，另有汪精衛政權（簡稱汪政權）之稱。汪政權自稱為「南京國民政府」（於南京成立時即自稱「國民政府還都」），但蔣介石領導的重慶國民政府（包括中國共產黨領導下的抗日根據地），與日後兩岸中華民國政府及中華人民共和國政府均不承認其合法性，故稱之為「汪伪国民政府」、「汪偽政府」、「汪伪政权」等（簡稱「汪偽」），尤其加注引號，而學界亦多有採用者；亦有「偽南京國民政府」之稱，以區分於抗日戰爭前後的正統南京政府。

## 歷史

### 背景
大日本帝國在其勢力範圍內推行華北特殊化政策，先後成立冀東防共自治政府、蒙古軍政府、中華民國臨時政府、中華民國維新政府、察南自治政府、晉北自治政府、蒙古聯盟自治政府等。
汪精卫是中国国民党重要人物，他和其他低调俱乐部成员主张对日妥协，以换取时间发展。1937年，中国抗日战争全面爆发。此後，汪精卫响应近卫声明，前往云南试图获取滇系軍閥龙云的支持，意与日本军部合组政府。然而，龙云在汪精卫的“曲线救国”劝说下一直不表态，使汪精卫感到了警觉和疑虑，并在之后搭乘专机逃往法屬印度支那河内。蒋介石通过情报线人及龙云的汇报得知了汪精卫的行为，随后向汪精卫通过代信表示：“莫公开主和、莫与中央失去联系、莫要赴港（担忧日本人对其控制）、可赴欧”等原则，以希望汪精卫不要与日本人合作。1938年12月29日，汪精卫“艷電”宣布与日本合作。中國国民党宣布将汪精卫开除党籍。5月8日汪抵上海，在江湾土肥原公馆与影佐祯昭和犬养健会谈。

### 成立
汪精卫國民政府名义上接管原“中华民国维新政府”、“中华民国临时政府”和“蒙疆联合自治政府”等辖地，但是“临时政府”改组后的华北政务委员会与蒙疆联合自治政府仍保持一定的独立性。1940年3月30日，汪精衛在南京舉行國民政府“還都儀式”，發表《和平建國十大政綱》。成立之初，汪精衛仍奉重慶的林森為國民政府主席，汪精衛本人作「代主席」，兼領行政院長及中國國民黨中央执行委员会常务委员会主席，同時有五院院長設置及中國國民黨各級黨部，恢復戰前一切體制。
由於趨附者中大才難尋，又派系複雜，內有公館派（黨附汪夫人陳璧君）及周佛海派等，外有其他依附日本之中國政客，汪政權最高層多身兼數職以平衡派系。如汪精卫本人即身兼行政院長、中央政治委員會主席、國民政府委員會主席等頂層職務。而陳公博及周佛海等人亦身兼正副院長、主席、部長、市長等多項要職。

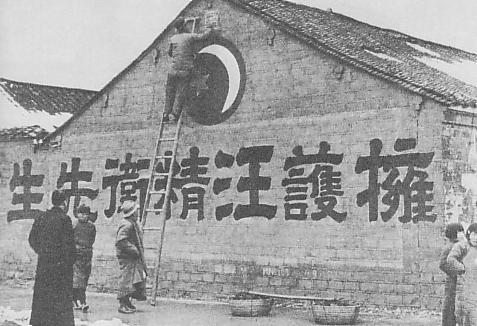
“拥护汪精卫先生”标语
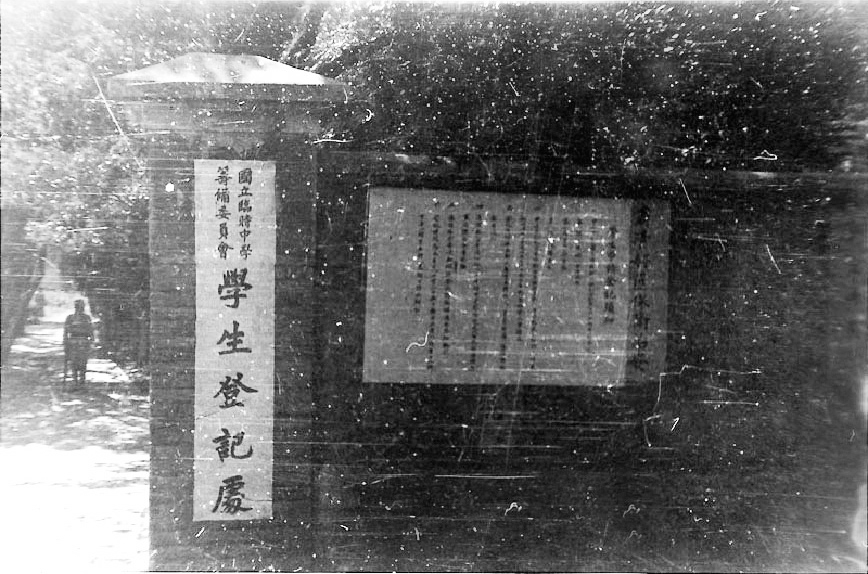
1938年在金陵大学内设立临时大学，在金陵中学内设立临时中学，图为1938年金陵中学内临时中学筹备委员会学生登记处招牌
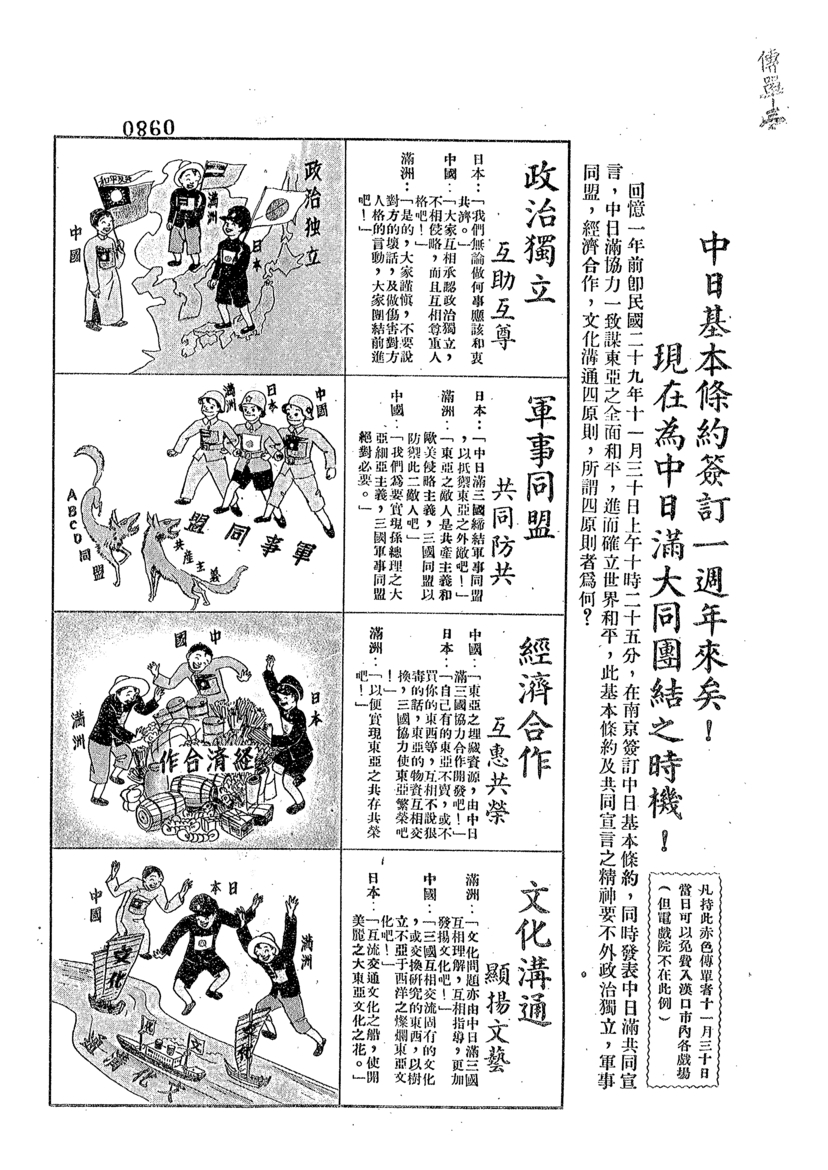
宣传不平等條約《中日基本條約》的宣传单
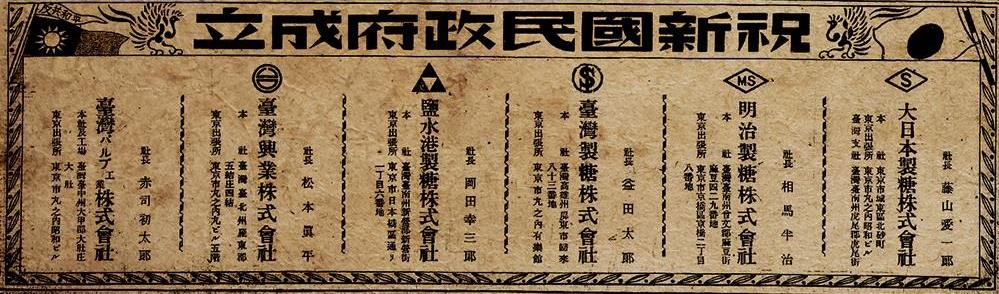
臺灣日日新報，慶祝汪精衛所率領之國民政府成立企業聯合廣告

### 取消反共旗
1941年4月，日蘇中立條約簽訂。1943年2月5日「和平反共建國」黃旗取消。據國史館檔案，1943年2月13日到3月12日，多位國軍將軍電報蔣中正，指汪政府為了與中国共产党合作，取消了所有反共文宣，放棄其初成立之反共抗俄策略。

### 没落
1944年11月10日，汪精衛去世。11月12日，中央政治委員會召開緊急會議，決定陳公博為行政院院長、代理國民政府主席，兼任軍事委員會委員長，并於11月20日正式就職。陳公博就職時稱，將堅持奉行汪精衛手訂之政策，無論戰爭如何推移、時局如何迫切，都不会動搖。周佛海繼陳公博之後，於1945年1月就任上海市市長。
1945年8月15日，日本投降。8月16日下午4時，陳公博、周佛海在南京召開中央政治委員會臨時會議，宣布取消國民政府及其所有機構，成立南京臨時政務委員會和治安委員會，陳公博自任兩委員會委員長，周佛海任兩委員會副委員長；汪精衛國民政府存在了5年4個半月，最後終結:893。
之后汪精卫政府的部分要员被清算，如：

- 汪精卫：本人遗体在1946年被从墓中挖出并被火化，骨灰被抛入长江，位于南京的汪精卫墓也被何应钦炸毁[9]
- 陈公博在被盟军最高司令官总司令部从日本引渡回中国后在1946年被判处死刑并在苏州被执行枪决
- 褚民谊在1946年被判处死刑并在苏州被枪决
- 梁鸿志在1946年被判死刑并在上海提篮桥监狱被枪决
- 缪斌在1946年被判处死刑并在苏州狮子口监狱被枪决
- 梅思平、林柏生在1946年被判处死刑并在南京老虎桥监狱被枪决
- 傅式说在1946年被逮捕并在1947年被枪决
- 丁默邨在1947年被判处死刑并在苏州狮子口监狱被枪决
- 周佛海在日本投降后被国民政府逮捕并在1946年被判处死刑（后被蒋介石减为无期徒刑，1948年因病死于南京老虎桥监狱）
- 陈群在日本投降后的1945年8月17日在南京寓所自尽
- 赵正平也在日本投降后自尽

## 內政

### 收回租界
汪精衛國民政府收回部分外國在華租界。如：1943年3月，與日本簽約收回蘇州日租界、杭州日租界、天津日租界等八市（福州、沙市等地的日租界其实并未真正设立）的日本租界。1943年7月，從維希法國手中收回上海法租界（由於天津及上海法租界效忠維希法國，因此太平洋戰爭爆發時沒被日軍佔領，而汪精衛國民政府能收回是因為歐洲的維希法國已於1942年11月被德國及意大利軍事佔領）。8月，從日本手中收回日軍於1941年12月8日起佔領的上海公共租界。10月，宣布廢除不平等條約《中日基本條約》。1944年7月，由於意大利戰敗投降已經一年，因此汪精衛國民政府正式從意大利收回天津意租界和上海公共租界意大利界區。

## 军事

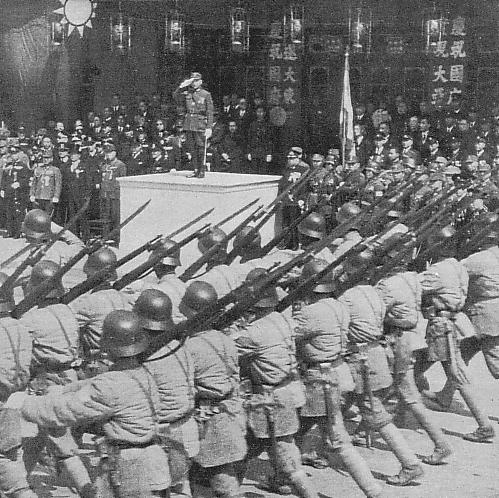
汪精衛國民政府“成立3周年纪念大会”阅兵式

由於日本掣肘，汪精衛國民政府未能新建軍隊，只能接收中華民國臨時政府與中華民國維新政府所遺留之武裝力量，將維新政府綏靖軍任援道所部七個師和一個獨立旅改編為南京和平建國軍，後又招收軍統游擊隊，編為兩個步兵旅。此外，由日本顧問影佐禎昭移交華北治安軍計七個旅和一個團。
南京和平建國軍直轄6個方面軍（第三方面军吴化文：魯蘇戰區新編第一師師長，1943年1月18日，率所部約4萬人在山東沂水地區投汪，被編為山東方面軍總司令，7月29日改稱第三方面軍總司令，並任命山東省保安司令部參謀長寧春霖為副總司令，郭受天為參謀長:891；第六方面军孙殿英：冀察戰區新編第五軍軍長，1943年4月被俘投汪:891）及4個綏靖公署；華北治安軍則最高曾轄有14個集團軍；蒙疆的蒙古軍最高曾轄有10個師。
1940年，汪軍總數8.8萬人，而到1945年春已擴大到40餘萬人。1945年9月抗日战争胜利后，和平建国軍由国民政府收编。
1943年1月9日，汪精衛國民政府對英美宣戰，受到南京和上海市民上街遊行舉起橫幅支持參戰，掛起「擁護國民政府參戰」、「民國三十二年一月九日 國民政府對英美兩國宣戰了」的字條。

## 外交

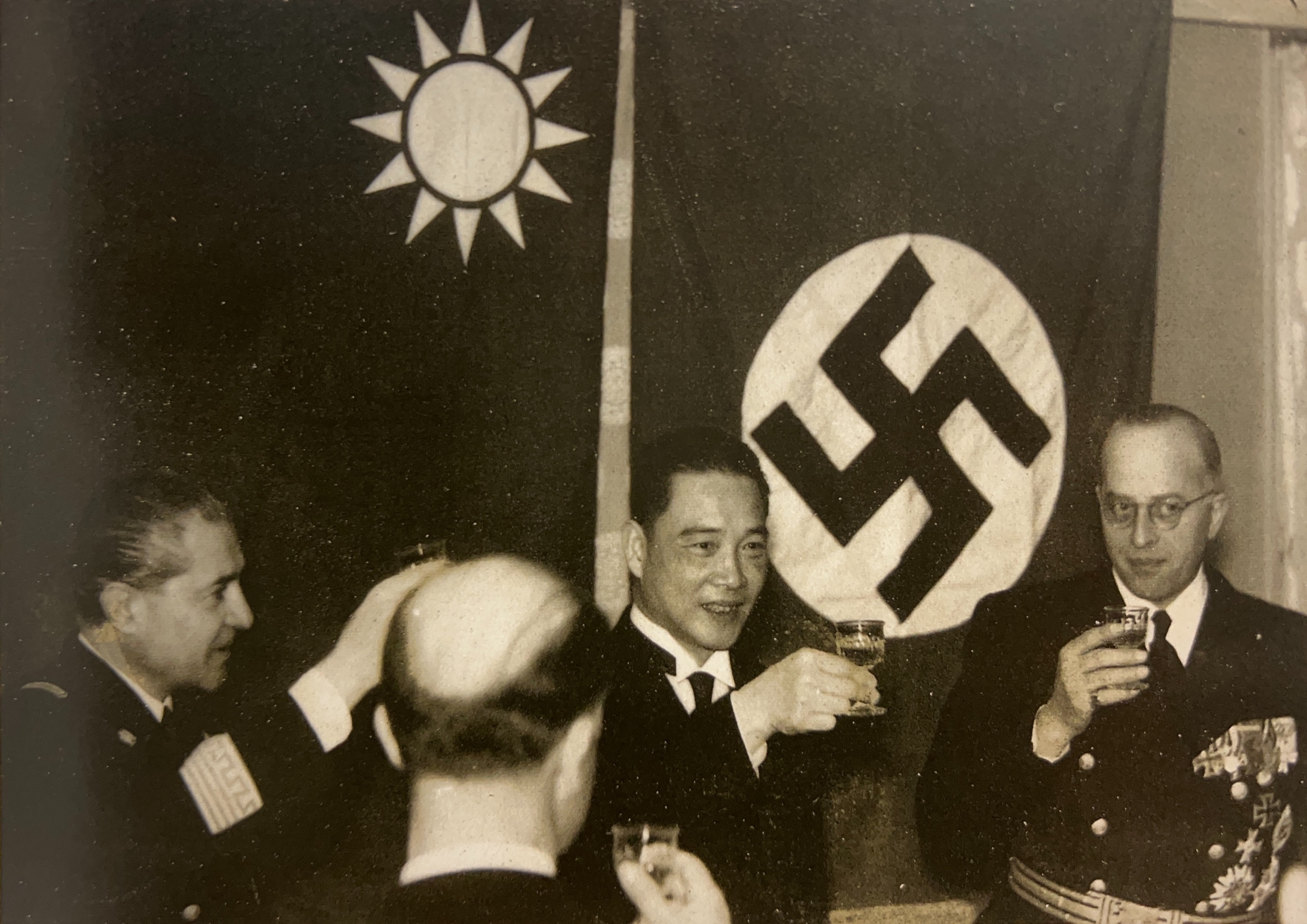
1941年汪兆銘接待德國駐汪精衛國民政府大使海因里希·斯塔默（右方戴眼鏡之人）

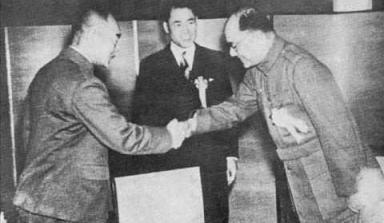
1943年，汪精卫在东京会见日本內閣總理大臣东条英机和自由印度臨時政府领导人苏巴斯·钱德拉·鲍斯

汪精衛國民政府提倡泛亞洲主義，和日本、滿洲國及其他亞洲國家一起建立東亞新秩序，驅逐在亞洲的西方勢力。因為日本和德國、意大利及其它歐洲軸心國成員為同一陣營，汪精衛國民政府只特別針對英、美等盟軍作出負面宣傳，相反地對德、意等軸心國作出正面宣傳，其中「共和日報」曾讚賞德國科技、德國人為優秀民族和讚賞在納粹黨執政下令德國強大。除此之外，汪精衛國民政府亦宣傳反猶主義，因為汪精衛及其政府都認為猶太人操縱英美等國謀求控制全世界，而且同意納粹德國反猶的態度。日本政府宣言「決定給予全力協助和支援。」:532
中華民國外交部於1940年3月成立，外交部長由褚民誼兼任，並派大使到各歐洲軸心國成員作領事。
1940年8月31日，大日本帝国与汪精衛國民政府缔结了《中日基本关系条约》。1940年12月10日，汪精卫派特使、外交部长徐良到大满洲帝国首都新京，向康德皇帝溥仪递交国书。
1941年1月和8月，满洲国与汪精衛中華民國國民政府互派大使。

### 国际承认
1941年7月1日，德國及意大利承認汪精衛國民政府為代表中國唯一合法政府並和其建交，同一日，德國外長通知日本外務大臣，希望東京方面能夠北上進攻蘇聯。7月2日，重慶國民政府宣佈和德國及意大利斷交。以德意兩國為首的欧洲轴心国匈牙利、羅馬尼亞、保加利亞、斯洛伐克和克羅埃西亞亦在当天承認汪精衛國民政府，而西班牙國和維希法國8月初也承认汪精衛國民政府。
1941年11月22日，汪精衛國民政府加入了反共產國際協定，随后泰国及日本的其他傀儡自由印度、缅甸国、菲律賓也相继承认了汪精衛國民政府。1942年意大利迫梵蒂岡教宗承認汪精衛政府，但庇護十二世沒有這樣做。1943年1月9日，汪精衛國民政府在南京對英美宣戰。
除了日本和满洲国最早承认汪精卫政府為中華民國政府的合法性之外，與其建立外交关系的国家及政府还有德國、義大利、匈牙利、羅馬尼亞、保加利亞、维希法国、西班牙、克羅埃西亞、斯洛伐克和泰國。後世亦有將汪精衛國民政府與维希法国類比者。

## 行政區劃
汪精衛國民政府雖在名義上統有華北政務委員會及蒙疆聯合自治政府，事實上僅直接管轄江蘇、淮海、安徽、浙江、江西、湖北、湖南、廣東、中原、福建（部分日本占領地區）等省份及南京、上海、汉口、廈門等特別市，再者，除了江蘇、淮海、安徽三省的形勢較為完整外，其他省區往往僅佔有少數縣；另曾設置浙東行政公署、蘇北行政公署及蘇淮特別行政區等3個省級特别区。
華北政務委員會名義上管轄河北、山東、山西三省及北京（後改回北平）、天津、青島等三個特別市；實際上尚管有河南省及江蘇長江以北地區；後另設立華北政務委員會第一直轄行政區及冀東行政公署等2個直轄省級特别区。
蒙疆聯合自治政府則管轄巴彥塔拉、察哈爾、錫林郭勒、烏蘭察布、伊克昭等五個盟与察南、晉北兩政厅，並先後設立厚和、包頭、張家口等3個特別市，合計10個省級單位。
1940年6月20日，中央政治委員會第11次會議決定對南京特別市政府實行改組，並定為首都。

## 文化

### 電影
汪精衛國民政府時期，上海繼續是電影主要生產地。先后扶持成立了中华联合制片有限公司，后继续合并成为中华电影联合股份有限公司。制作了大量爱情电影和配合侵略的宣传电影。
後世以汪精衛國民政府時期為背景的電影有：
- 《風聲》
- 《色，戒》
- 《无名》
- 《刀尖》
- 《蘭心大劇院》

後世以汪精衛國民政府時期為背景的電視劇有：
- 《76号魔窟》

- 《风声传奇》
- 《潜伏》
- 《伪装者》
- 《麻雀》

### 音樂
- 時代曲
  - 黎錦光
  - 陳歌辛
  - 周璇
  - 龔秋霞
  - 白虹
  - 白光
  - 李香蘭
  - 姚莉
- 東亞民族進行曲

### 引用
1. 參見#取消反共旗一節
2. ↑  參見#取消反共旗一節
3. ↑  蔡德金. . 桂林: 广西师范大学出版社. 1993. ISBN 7563314687.
4. ↑  陈至立 (编). . . 上海: 上海辞书出版社. 2019  [2024-03-17]. ISBN 978-7-5326-5325-6. （原始内容存档于2024-03-17）.
5. ↑  . 盛京時報 (奉天). 1940-03-31.
6. ↑  許劍虹.  (报告).   [2025-06-17]. （原始内容存档于2024-03-10）.
7. ↑  蔡德金. . .
8. 1 2 3  章伯鋒、莊建平主編 (编). . 四川大學出版社. 1997.
9. ↑  . www.chinanews.com.cn.   [2024-01-13]. （原始内容存档于2024-01-13）.
10. ↑  左史. . .
11. ↑  . 八路军太行纪念馆. 2011-04-21  [2017-01-17]. （原始内容存档于2017-01-18）.
12. ↑  . www.youtube.com.   [2020-08-28]. （原始内容存档于2014-05-31）.
13. ↑  So, Wai Chor. . Modern China. 2011-01, 37 (1): 69–103. JSTOR 25759539.
14. ↑  楊克林、曹紅. . 廣州: 廣東旅游出版社. 1995年1月. ISBN 7805215413.
15. ↑  施宣岑. . 档案出版社. 1987.
16. ↑  周惠民. . 国立政治大学历史学报. 2005年5月, (第23期).
17. ↑  梅定娥. . 北方文艺出版社. 2017-01-01  [2020-06-21]. ISBN 978-7-5317-3615-8. （原始内容存档于2021-02-22） （中文）.
18. ↑   (PDF).   [2018-06-25]. （原始内容存档 (PDF)于2021-01-17）.